# لوئیس اچوریا
لوئیس اچوریا آلوارز (انگلیسی: Luis Echeverría Álvarez؛ (زادهٔ ۱۷ ژانویه ۱۹۲۲ – درگذشتهٔ ۸ ژوئیه ۲۰۲۲) یک سیاستمدار اهل مکزیک که از ۱۹۷۰ تا ۱۹۷۶ رئیس‌جمهور این کشور بود. وی عامل اصلی قتل‌عام مورخهٔ دوم اکتبر ۱۹۶۸ بود که در جریان آن عده‌ای کشته شدند.
لوئیس اچوریا، ۸ ژوئیه ۲۰۲۲ در سن ۱۰۰ سالگی درگذشت. وی در زمان مرگ با دارا بودن بیش از ۱۰۰ سال سن، پیرترین رئیس جمهور تاریخ مکزیک و دومین رهبر و سیاستمدار پیر در جهان بود.

## زندگی شخصی و مرگ
در ۲ ژانویه ۱۹۴۵، اچوریا با ماریا استر زونو (۸ دسامبر ۱۹۲۴–۴ دسامبر ۱۹۹۹) ازدواج کرد و صاحب هشت فرزند شدند. پسرش آلوارو اچوریا زونو، اقتصاددان، در ۱۹ مه ۲۰۲۰ در سن ۷۱ سالگی خودکشی کرد.
در ۱۵ ژانویه ۲۰۱۸، گزارش شد که او فوت کرده‌است، اما به زودی کتمان شد. در ۱۷ ژانویه، وی ۹۶ سالگی خود را در بیمارستان جشن گرفت و یک روز بعد مرخص شد. او دوباره در ۲۱ ژوئن ۲۰۱۸ در بیمارستان بستری شد و در ۱۰ ژوئیه مرخص شد.
اچوریا در ۱۷ ژانویه ۲۰۲۲، ۱۰۰ ساله شد. او در خانه خود در کوئرناواکا در ۸ ژوئیه ۲۰۲۲ درگذشت. بقایای او سوزانده شد و مراسم یادبود خصوصی در ۱۰ ژوئیه برگزار گردید.